# Tarvastu
Tarvastu è un ex comune dell'Estonia situato nella contea di Viljandimaa, nell'Estonia meridionale; il centro amministrativo è il borgo (in estone alevik) di Mustla.
Il 24 ottobre 2017 è stato accorpato, insieme a Kolga-Jaani, nel comune rurale di Viljandi.

## Località
Oltre al capoluogo, il centro abitato comprende 36 località (in estone küla).
Ämmuste - Anikatsi - Arakumäe - Jakobimõisa - Järveküla - Kalbuse - Kannuküla - Kärstna - Kivilõppe - Koidu - Kuressaare - Maltsa - Marjamäe - Metsla - Mõnnaste - Muksi - Pahuvere - Pikru - Põrga - Porsa - Raassilla - Riuma - Roosilla - Soe - Sooviku - Suislepa - Tagamõisa - Tarvastu - Tinnikuru - Ülensi - Unametsa - Väluste - Vanausse - Veisjärve - Vilimeeste - Villa - Vooru